# دائرة إفني
دائرة إفني هي إحدى دوائر إقليم سيدي إفني، التابع لجهة كلميم واد نون، المملكة المغربية. تضم الدائرة 8 جماعات قروية، وبلغ عدد سكانها 44356 فرداً سنة 2004 حسب الإحصاء الرسمي للسكان والسكنى. يتبع للدائرة 21 مشيخة و475 دوار.

## التقسيمات الإداريّة
تعتبر دائرة إفني إحدى الدوائر المشكّلة لإقليم سيدي إفني، وهو التقسيم الإداري من المستوى الرابع المعتمد في المغرب. ينقسم إقليم سيدي إفني إلى 17 جماعات قروية تختلف من حيث السكان والمساحة، والتي بدورها تنقسم إلى مشيخات تضم عدداً من الدواوير.